# Acordos de Londres e Zurique
Os Acordos de Londres e Zurique para a constituição de Chipre iniciaram com um acordo em 19 de fevereiro de 1959, em Lancaster House, em Londres, entre a Turquia, a Grécia, o Reino Unido e os líderes das comunidades cipriotas (Arcebispo Makarios III para os cipriotas gregos e Dr. Fazıl Küçük para cipriotas turcos). Com base nisso, a constituição foi promulgada e foi acordado em conjunto com dois outros Tratados de Aliança e Garantia em Zurique em 11 de fevereiro de 1959.
Chipre foi, portanto, proclamado um estado independente em 16 de agosto de 1960.

## Antecedentes
Em 11 de fevereiro de 1959, os líderes das duas comunidades cipriotas (lideradas pelo arcebispo Makarios III para os cipriotas gregos e Dr. Fazil Küçük para os cipriotas turcos) encontraram-se com os primeiros-ministros da Grécia, Konstantínos Karamanlís e da Turquia, Adnan Menderes, na conferência em Zurique. Eles validaram três documentos mais tarde comumente conhecidos como os "Acordos de Zurique e Londres". Em 17 de fevereiro, o governo britânico concordou com o princípio da transferência de soberania de todo o território ao governo da República de Chipre - a independência da ilha - com a exceção de duas bases militares Acrotíri e Deceleia, que conservam um estatuto especial, bem como nacionalidade britânica. Qualquer reivindicação política para a Enosis ou Taksim deveria ser abandonada.

## Tratado de Zurique - Londres

### Estrutura fundamental de Chipre
O texto, composto por 26 pontos seguido por um anexo, detalha a organização política e constitucional da República de Chipre. Alguns elementos são a base para a elaboração da Constituição.

### Tratado de Garantia
O Tratado de Garantia é um acordo entre o Reino Unido, Turquia e Grécia de 16 de agosto de 1960, em Nicósia. Pelo acordo, o Reino Unido formaliza a independência da ilha de Chipre, que se realizou no mesmo dia, e abandona quaisquer futuras reivindicações territoriais. Os três estados tornam-se garantidores do equilíbrio constitucional da República de Chipre. O tratado acorda, em particular, o direito de intervenção militar, sob certas condições, pelas três potências garantidoras, para restaurar a ordem constitucional se esta for alterada.

### Tratado de Aliança entre a República de Chipre, a Grécia e a Turquia
O Tratado prevê medidas a serem tomadas para resolver as questões estabelecidas no Tratado de Garantia; prevendo, assim, a criação de uma sede tripartite (cipriota, grega e turca) e envio de forças militares gregas e turcas para formar a Guarda Nacional Cipriota. Mais tarde, uma força grega permanente (ELDYK) e outra turca (KTBK) foram instaladas e o comando aliado é dissolvido.

## Consequências
Após o fracasso do acordo em 1963 e posterior partição militar de facto de Chipre em regiões greco-cipriotas e turco-cipriotas, a região grego-cipriota maior, controlada pelo Governo do Chipre, alega que a Constituição de 1960 mantém-se, basicamente, em vigor; ao passo que região cipriota turca alega ter se separado pela Declaração de Independência da República Turca de Chipre do Norte, em 1983.